# Monitoriella rufithorax
Monitoriella rufithorax är en stekelart som beskrevs av Karl-Johan Hedqvist 1963. Monitoriella rufithorax ingår i släktet Monitoriella och familjen bracksteklar. Inga underarter finns listade i Catalogue of Life.